# عملیات دست طلایی
عملیات دست طلایی (به عبری: "יד זהב") یک عملیات نیروهای دفاعی اسرائیل بود که با همکاری شین بت و یامام برای نجات دو گروگان که در طی حمله نیر یتسحاک در ۷ اکتبر ۲۰۲۳ به رفح ربوده شده بودند، انجام شد. این عملیات در تاریخ ۱۲ فوریه ۲۰۲۴، ساعت ۱:۴۹ صبح در طی درگیری‌ها در نوار غزه در جریان جنگ اسرائیل-حماس آغاز شد و با موفقیت نجات گروگان‌ها به پایان رسید، همراه با یک سرباز که در طی عملیات به طور سبکی زخمی شد.
حملات هوایی هماهنگ شده در اوایل صبح که به عنوان پوشش برای عملیات استفاده شدند، انتقادات گسترده‌ای را به دنبال داشت و گزارش‌ها حاکی از آن است که دست‌کم ۹۴ فلسطینی بر اثر آنها بر اساس اعلام وزارت بهداشت غزه کشته شدند.

## پیش‌زمینه
در صبح ۷ اکتبر ۲۰۲۳، حماس و گروه‌های شبه‌نظامی متحد با آن، حمله‌ای غافلگیرانه به اسرائیل انجام دادند. هزاران راکت از نوار غزه پرتاب شد و تقریباً ۳۵۰۰ شبه‌نظامی وارد اسرائیل شدند، جایی که آنها به ده‌ها شهر و تاسیسات نظامی اسرائیلی در پوشش غزه حمله کردند. ۱۱۳۹ اسرائیلی و اتباع خارجی کشته و ۲۴۸ نفر دیگر ربوده شده و به گروگان گرفته شدند. 
شهروندان دوتابعیتی اسرائیلی-آرژانتینی، فرناندو سیمون مارمان، ۶۰ ساله، و لوئیس هر، ۷۰ ساله، در جریان حمله به نیر یتسحاک در ۷ اکتبر ۲۰۲۳، به نوار غزه ربوده شدند. اسرائیل در ۲۷ اکتبر به نوار غزه حمله کرد.
این دومین تلاش موفقیت‌آمیز برای نجات گروگان‌ها از زمان شروع جنگ است، با اولین نجات رخ داده در ۳۰ اکتبر ۲۰۲۳ که منجر به نجات اوری مگیدیش، یک سرباز اسیر شده IDF شد.

## عملیات
یمام، شین بت و شایتت 13 برای مدت طولانی روی این عملیات کار کردند، اما تا ۱۲ فوریه، شرایط میدانی اجازه اجرای عملیات را نمی‌داد. مقر عملیاتی که این عملیات را مدیریت می‌کرد شامل رئیس شین بت، رئیس ستاد مشترک، فرمانده پلیس، فرمانده یمام، رئیس اطلاعات نظامی، رئیس دایره عملیات و فرمانده نیروی هوایی بود. بعداً، وزیر دفاع و نخست وزیر نیز پیوستند.
سخنگوی ارتش اسرائیل، دانیل هاگاری، اعلام کرد که عملیات حدود ساعت ۱:۴۹ صبح با حملات هماهنگ هوایی از نیروی هوایی حدود یک دقیقه پس از شروع عملیات، زمانی که شبه‌نظامیان در خواب بودند، اتفاق افتاد. نیروهای یمام با استفاده از طناب از سقف یک ساختمان مجاور به طبقه دوم ساختمان در مرکز رفح، جایی که گروگان‌ها نگهداری می‌شدند، دسترسی پیدا کردند. گفته می‌شود که ساختمان توسط شبه‌نظامیان مسلح، هم در خارج از ساختمان و هم نزدیک گروگان‌ها، محاصره شده بود. آنها با استفاده از یک ماده انفجاری درب قفل شده را شکستند، سه شبه‌نظامی که گروگان‌ها را نگهبانی می‌کردند را از بین بردند و ظرف سه ثانیه از ورود به ساختمان، گروگان‌ها را نجات دادند.
هنگامی که حملات هماهنگ هوایی آغاز شد، گفته می‌شود که سربازان با بدن‌های خود گروگان‌ها را برای محافظت از آوار پوشانده‌اند. سربازان با گروگان‌های نجات یافته از طبقه دوم ساختمان با استفاده از طناب خارج شدند، به دلیل نگرانی از وجود شبه‌نظامیان بیشتر در طبقه اول. یک سرباز اسرائیلی پس از افتادن از مکان بلند، به طور سبکی مجروح شد. مدت زمان عملیات حدود یک ساعت بود.
تخلیه سربازان و گروگان‌ها توسط یک هلیکوپتر که گروگان‌ها را به اسرائیل منتقل کرد، توسط جنگجویان شایتت ۱۳، واحد ۵۵۱۵ و تیپ زرهی هفتم. دو گروگان برای معاینات پزشکی به مرکز درمانی شیبا منتقل شدند، جایی که گزارش شد وضعیت کلی آنها پایدار است، اما آنها ضعیف بوده و از کاهش وزن قابل توجهی رنج می‌بردند.

## پیامدها
عملیات به طور گسترده‌ای در رسانه‌های اسرائیلی مورد بررسی قرار گرفت که نیروهای امنیتی را برای عملیات موفق تحسین کردند. همچنین این عملیات توجه قابل توجهی از رسانه‌های سراسر جهان را به خود جلب کرد. نخست وزیر بنیامین نتانیاهو، وزیر دفاع بن گابیر و فرمانده پلیس یعقوب شبتای با سربازانی که در ماموریت شرکت کرده بودند دیدار کرده و آنها را به خاطر ماموریت موفق تبریک گفتند.
وزارت بهداشت فلسطین در ابتدا اعلام کرد که حداقل ۶۷ غیرنظامی فلسطینی، از جمله زنان و کودکان، در طول عملیات اسرائیلی کشته شده‌اند، که این تعداد به زودی به حداقل ۹۴ نفر افزایش یافت.
اسرائیل ادعا می‌کند که تعداد قابل توجهی از کشته‌شدگان، شبه‌نظامیان بوده‌اند، در حالی که وزارتخانه غزه ادعا می‌کند که ۷۰% از تلفات، غیرنظامیان هستند. خبرنگار الجزیره، طارق ابو عزوم، صحنه را اینگونه توصیف کرد: «مردم وحشت‌زده بودند؛ نمی‌دانستند کجا بروند. خانواده‌ها در وسط خیابان‌ها دویده و به دنبال مکانی امن از بمباران اسرائیلی می‌گشتند. این حمله فراتر از درک بود.»